# Weinbau in New York
Weinbau in New York bezeichnet den Weinbau im amerikanischen Bundesstaat New York. Gemäß amerikanischem Gesetz ist jeder Bundesstaat und jedes County per definitionem eine geschützte Herkunftsbezeichnung und braucht nicht durch das Bureau of Alcohol, Tobacco, Firearms and Explosives als solche anerkannt zu werden.
Geordnet nach Erntemenge liegt New York hinter den Bundesstaaten Kalifornien (→ Weinbau in Kalifornien) und Washington (→ Weinbau in Washington) auf Rang drei innerhalb der Vereinigten Staaten.
Über 80 Prozent der Rebflächen ist noch mit den eigenwilligen, einheimischen autochthonen Abkömmlingen amerikanischer Wildreben der Vitis labrusca Familie bestockt. Am populärsten ist dabei die Rebsorte Concord. Den Rest teilen sich französische Hybridreben und frühreifende Edelreben aus der Familie Vitis vinifera (Riesling, Gewürztraminer, Spätburgunder,…).